# Шанирак (фільм)
«Шанирак» («Шаңырақ») — радянський художній фільм 1987 року, знятий режисером Єдиге Болисбаєвим на кіностудії «Казахфільм».

## Сюжет
Головний герой відчуває сильні почуття до молодої красуні й збирається діяти за старовинним східним звичаєм — вкрасти наречену та одружитися з нею. Як завжди й буває, родичі дівчини не в захваті від цієї ідеї та, внаслідок цих махінацій, головний герой вирушає до в'язниці. Його кохана починає будувати спільне життя з іншим чоловіком. У результаті герой виходить із в'язниці, де він жив лише однією надією — здобути щастя зі своєю коханою після повернення додому. Однак його повернення руйнує колишнє життя коханої.

## У ролях
- Камбар Валієв — Єрлан
- Нургуль Малаєва — головна роль
- Надія Євдокимова — головна роль
- Гульзія Бельбаєва — сестра Єрлана
- Нуржуман Іктимбаєв — роль другого плану
- Тамара Кротова — роль другого плану

## Знімальна група
- Режисер — Єдиге Болисбаєв
- Сценарист — Карім Танаєв
- Оператор — Олександр Нілов
- Композитор — Ренат Салаватов
- Художник — Олександр Деріганов